# О чём говорят мужчины
«О чём говоря́т мужчи́ны» — российская кинокомедия 2010 года режиссёра Дмитрия Дьяченко, снятая по мотивам спектакля «Разговоры мужчин среднего возраста о женщинах, кино и алюминиевых вилках» с участием актёров комического театра «Квартет И». Премьера фильма в России прошла 4 марта 2010 года.
«О чём говорят мужчины» — третья экранизация спектаклей театра «Квартет И». Предыдущими двумя были фильмы «День выборов» (2007) и «День радио». После успешного кинопроката было объявлено о создании продолжения — «О чём ещё говорят мужчины».

## Сюжет
Четверо друзей собираются ехать на машине в Одессу, на день рождения приятеля и концерт группы Би-2. У двоих из них, Лёши и Саши, с утра возникают проблемы: один не может разобраться с делами по дому, другой — с назойливыми заказчиками. Когда, наконец, они присоединяются к своим друзьям Камилю и Славе, начинается дорожный разговор о самых разных вещах. Так, в разговорах, и проходит первый день дороги. Ночуют герои в гостинице села Бельдяжки.
На следующий день мужской разговор «обо всём» продолжается. Друзья останавливаются на обед в Киеве, где покупают в подарок имениннику картину модного художника Тищенко и заодно обсуждают современное искусство. К концу дня герои фильма попадают в аварию, но всё же успевают на концерт.

## В ролях
- Леонид Барац — Лёша
- Александр Демидов — Саша
- Камиль Ларин —  Камиль
- Ростислав Хаит — Слава
- Нонна Гришаева — воображаемая жена Славы
- Елена Подкаминская — Настя, жена Лёши
- Вероника Амирханова — Лиза, старшая дочь Лёши
- Валерия Годная — Ева, младшая дочь Лёши
- Ольга Лежнёва[укр.] — Людочка, пассия Славы «с работы»
- Наталья Сигова — бабка
- Валентина Зубченко — бабка с косой
- Александр Герасимчук — некто с бабкой
- Мария Бондаренко — вторая бабка
- Виктория Ефимова — «Чебурашка»
- Анастасия Пронина — секретарша Саши
- Алексей Агранович — первый заказчик из «Face to face»
- Артём Смола — второй заказчик из «Face to face»
- Екатерина Евсюкова — Лера, девушка из мечты Лёши
- Сергей Шнырёв — муж Леры
- Нина Русланова — администратор гостиницы «Уют» посёлка Бельдяжки
- Саят Абаджян — водитель-кавказец
- Константин Чепурин — мелиоратор Вячеслав Гаврилович, командированный
- Анна Касаткина-Барац — жена командированного
- Артём Фадеев — Гоша, сын командированного
- Григорий Багров — честный муж
- Елена Доронина — жена честного мужа
- Максим Виторган — Ромео
- Юлия Пынзарь — Джульетта
- Юлия Сулес — одноклассница в Интернете
- Фёдор Добронравов — человек, влюблённый в колбасу
- Марина Королькова — жена человека, влюблённого в колбасу
- Виктор Добронравов — официант в ресторане на Ордынке
- Михаил Солодовник — швейцар в ресторане
- Алиса Песоцкая — дама с собачкой в ресторане
- Анатолий Морозов — грузин с шашлыками, который не умеет петь
- Сергей Никоненко — капитан теплохода
- Максим Никитин — морячок
- Полина Войневич (в титрах Войнович) — Светка, лучшая подруга жены Славы
- Александр Зуев — главный фашист из воображения Лёши, оберштурмфюрер СС
- Сергей Неудачин — водитель фуры
- Анастасия Медведева — продавщица подарков
- Елена Островерхова — галерист
- Ирина Паничева — любовница Славы
- Геннадий Скарга — Игорёк, владелец ночного клуба в Одессе, именинник
- Игорь Хайваз — воображаемый любовник Насти

### Камео
- Жанна Фриске
- Алексей Кортнев
- Андрей Макаревич
- Олег Меньшиков
- Василий Уткин
- Группа «Би-2»

## Съёмочная группа
- Сценаристы — Леонид Барац, Сергей Петрейков, Ростислав Хаит
- Режиссёр — Дмитрий Дьяченко
- Главный оператор — Юрий Любшин
- Главный художник — Мавлодод Фаросатшоев
- Звукорежиссёр — Роман Хохлов
- Музыка — «Би-2»
- Генеральные продюсеры — Сергей Петрейков, Ростислав Хаит, Леонид Барац, Александр Цекало
- Исполнительный продюсер — Александр Рубцов
- Ведущий продюсер — Александр Нахимсон

## Саундтрек
Саундтрек к фильму является седьмым номерным альбомом группы «Би-2». Он был записан на студии «Параметрика» и состоит из следующих композиций:
| №   | Название                      | Длительность |
| --- | ----------------------------- | ------------ |
| 1.  | «Скандал»                     | 3:30         |
| 2.  | «Реки любви»                  | 4:08         |
| 3.  | «Вечная призрачная встречная» | 5:11         |
| 4.  | «Ярмарка невест»              | 5:27         |
| 5.  | «Чёрный день»                 | 3:44         |
| 6.  | «Задеть за живое»             | 7:34         |
| 7.  | «Когда мы станем снегом»      | 4:24         |
| 8.  | «Фавн Dj»                     | 4:15         |
| 9.  | «Её глаза (из Шекспира)»      | 4:52         |
| 10. | «Падает снег (Ю. Чичерина)»   | 4:04         |
| 11. | «Танго»                       | 3:38         |
| 12. | «Ярмарка Ska»                 | 5:34         |
| 13. | «David Bowie»                 | 4:55         |

### Рецензии
На полнометражном саундтреке к очередному кино-опусу «Квартета И» («День выборов», «День радио») Лёва и Шура снова решили помечтать о 1980‑х годах — фронтмены «Би-2» настойчиво позиционируют альбом как трибьют эпохе нью-вейва и расцвета махровой советской эстрады. О том, получилось ли у них так, как хотелось, можно спорить: альбом записан слишком жирно и вкусно по меркам рахитичных 1980‑х годов, да и чисто мелодически это нормальный поздний «Би-2».Леонид Александровский в журнале Rolling Stone

## Отзывы
Фильм был очень тепло встречен критиками, он получил положительные, а порой даже восторженные отзывы от изданий КГ-портал, Фильм.ру, КоммерсантЪ, блогера Алекса Экслера и других.